# Sainte-Ouenne
Sainte-Ouenne é uma comuna francesa na região administrativa da Nova Aquitânia, no departamento de Deux-Sèvres. Estende-se por uma área de 11,58 km². Em 2010 a comuna tinha 806 habitantes (densidade: 69,6 hab./km²).